# رواية حفص عن عاصم
رواية حفص عن عاصم هي الرواية أو التلاوة للقرآن لحفص على شيخه الإمام عاصم بن أبي النجود. إن هذا القارئ كان ممن التزم بهذه الطريقة في قراءته للقران الكريم، وأتقنها وصار شيخـا فيها بعد معلمه وله طلابه وتلاميذه الذين يأخذون عنه فالنسبة هنا نسبة التزام لطريقة القراءة وليست نسبة اختراع بمعنى أن حفصا مثلا أو غيره ليس هو الذي اخترع هذه الطريقة، وإنما لسبب اتقانه وبراعته في القرآن الكريم وحفظه في عصره واشتهاره بتلاوته القرآن بها، وبذلك وقع الاختيار عليه لنسبة الرواية إليه لا إلى غيره ولم تعد تنسب هذه الرواية إلى الصحابي أو التابعي، وأما عاصم فهو شيخ الإمام حفص كما سيأتي ذلك لاحقًا.
ذلك لأن العلماء كانوا يختارون عند تدوين أشهر القراءات الصحيحة إماما شيخا وتلميذين لكل شيخ، فالشيخ هو الإمام عاصم والتلميذين هما حفص وشعبة، ولكن رواية حفص أشهر من رواية شعبة؛ لذلك لا يعلم كثير من الناس سوى رواية حفص.

## القراءات العشر
- الأول : الإمام نافع المدني ويروي عنه قالون وورش.
- الثاني : الإمام ابن كثير المكي ويروي عنه البزّي وقنبل.
- الثالث : الإمام أبو عمرو البصري ويروي عنه الدوري والسوسي.
- الرابع : الإمام عبد الله بن عامر الشامي ويروي عنه هشام وابن ذكوان
- الخامس : الإمام عاصم الكوفي ويروي عنه شعبة وحفص.
- السادس : الإمام حمزة بن حبيب الزيّات ويروي عنه خلف وخلّاد.
- السابع : الإمام الكسائي ويروي عنه أبو الحارث والدوري.
- الثامن : الإمام أبو جعفر المدني ويروي عنه ابن وَردان وابن جمّاز.
- التاسع : الإمام يعقوب الحضرمي ويروي عنه رويس وروح.
- العاشر : خلف بن هشام ويروي عنه إسحاق وإدريس.

## عاصم بن أبي النجود
عاصم بن بهدلة أبي النَّجُود الكوفي، وقيل اسم أبيه عبد الله وكنيته أبو النجود، واسم أم عاصم «بهدلة» وكنيته أبو بكر، وهو أحد القراء السبعة (من قراء الشاطبية)، وهو تابعي جليل. وإسناد عاصم في القراءة ينتهي إلى عبد الله بن مسعود وعلي بن أبي طالب ، ويأتي إسناده في العلو بعد ابن كثير وابن عامر، فبين عاصم وبين النبي صلى الله عليه وسلم رجلان. وقرأ عاصم على أبي عبد الرحمن عبد الله بن حبيب بن ربيعة السلمي الضرير وعلى أبي مريم زر بن حبيش الأسدى، وعلى عمرو سعد بن إلياس الشيباني. وكان عاصم يقرئ حفصاً بقراءة علي بن أبي طالب التي يرويها من طريق أبي عبد الرحمن. توفي عاصم سنة 120 هـ.

## حفص بن سليمان الكوفي
هو حفص بن سليمان بن المغيرة بن أبي داود الأسدي الكوفي الغاضري البزّاز ـ نسبة لبيع البز أي الثياب ـ وكنيته : أبو عمر، ولد سنة تسعين. ويعرف بحفص. أخذ القراءة عرْضاً وتلقيناً عن عاصم، وكان ربيبه ـ ابن زوجته ـ. وتوفي حفص سنة 180 هـ. قال الداني : وهو الذي أخذ قراءة عاصم على الناس تلاوة، ونزل بغداد فأقرأ بها، وجاور بمكة فأقرأ بها، قال يحيى بن معين : الرواية الصحيحة التي رويت عن قراءة عاصم هي رواية أبي عمر حفص بن سليمان.
قال أبو هشام الرفاعي : كان حفص أعلم أصحاب عاصم بقراءة عاصم فكان مرجحاً على شعبة بضبط الحروف، وقال الذهبي : هو في القراءة ثقة ثبت ضابط، وقال ابن المنادي : قرأ على عاصم مراراً، وكان الأولون يعدونه في الحفظ فوق أبي بكر بن عياش. ويصفونه بضبط الحروف التي قرأها على عاصم، وقرأ الناس بها دهراً طويلاً وكانت التي أخذها عن عاصم ترتفع إلى على. روى عن حفص أنه قال : قلت لعاصم إن أبا بكر شعبة يخالفني في القراءة، فقال أقرأتك بما أقرأني به أبو عبد الرحمن السلمي عن علي، وأقرأت أبا بكر بما أقرأني به زر بن حبيش عن عبد الله بن مسعود.

## منهج عاصم في القراءة
لحفص منهج في القراءة اختلف فيها عن باقي القراءات العشر:
- يبسمل بين كل سورتين إلا بين الأنفال والتوبة، فله الوقف والسكت والوصل.
- يقرأ المدين المتصل والمنفصل بالتوسط بمقدار أربع حركات.
- يقرأ من رواية شعبة ﴿مِنْ لَدُنْهُ﴾ بالكهف بإسكان الدال مع إشمامها ومع كسر النون والهاء وإشباع حركتها.
- يميل شعبة عنه ألف ﴿رَمَى﴾ في ﴿وَلَكِنَّ اللَّهَ رَمَى﴾ بالأنفال. وألف ﴿أَعْمَى﴾ في موضعي الإسراء ﴿وَمَنْ كَانَ فِي هَذِهِ أَعْمَى فَهُوَ فِي الآخِرَةِ أَعْمَى﴾. وألف ﴿وَنَأَى﴾ في ﴿وَنَأَى بِجَانِبِهِ﴾ في الإسراء. وألف ﴿رَانَ﴾ في ﴿كَلاَّ بَلْ رَانَ﴾ في المطففين. وألف ﴿هَارٍ﴾ في ﴿شَفَا جُرُفٍ هَارٍ﴾ في التوبة.
- يميل حفص عنه الألف بعد الراء في ﴿مَجْرَاهَا﴾.
- يفتح من رواية شعبة ياء الإضافة في ﴿مِنْ بَعْدِي اسْمُهُ أَحْمَدُ﴾ الصف، ويسكنها من رواية شعبة أيضاً في ﴿وَأُمِّي إِلَهَيْنِ﴾ في المائدة و﴿أَجْرِي إِلاَّ﴾ في جميع المواضع و﴿وَجْهِي لِلَّهِ﴾ في آل عمران والأنعام، و﴿بَيْتِي﴾ في ﴿وَلِمَنْ دَخَلَ بَيْتِي﴾ في نوح، و﴿وَلِيَ دِينِ﴾ في الكافرون.
- يحذف الياء الزائدة وصلاً ووقفاً من رواية شعبة في ﴿فَمَا آتَانِي اللَّهُ خَيْرٌ﴾ في النمل.

## أنظر أيضًا
- رواية شعبة عن عاصم.
- رواية قالون عن نافع.
- رواية ورش عن نافع.
- رواية قنبل عن ابن كثير.
- رواية البزي عن ابن كثير.
- رواية الدوري عن أبي عمرو.
- رواية السوسي عن أبي عمرو.
- رواية هشام عن أبن عامر.
- رواية ابن ذكوان عن أبن عامر.
- رواية خلف عن حمزة.
- رواية خلاد عن حمزة.
- رواية الدوري عن الكسائي.
- رواية أبي الحارث عن الكسائي.
- رواية ابن وردان عن ابي جعفر.
- رواية ابن جماز عن ابي جعفر.
- رواية رويس عن يعقوب.
- رواية روح عن يعقوب.
- رواية اسحاق عن خلف.
- رواية ادريس عن خلف.

القراء السبعة هم:
- عبد الله بن كثير الداري المكي
- عبد الله بن عامر اليحصبي الشامي
- عاصم بن أبي النَّجود الأسدي الكوفي
- أبو عمرو بن العلاء البصري
- حمزة بن حبيب الزيات الكوفي
- نافع بن عبد الرحمن بن أبي نعيم المدني
- أبو الحسن علي بن حمزة الكسائي النحوي الكوفي

تمام القراء العشرة:
- خلف بن هشام
- يعقوب الحضرمي
- أبو جعفر المدني